# Cloridina malaccensis
Cloridina malaccensis is een bidsprinkhaankreeftensoort uit de familie van de Squillidae. De wetenschappelijke naam van de soort is voor het eerst geldig gepubliceerd in 1968 door Manning.